# Like We Grown
Singles de Trevor Jackson
Drop It
Like We Grown est le premier single de Trevor Jackson.

## Sortie
La chanson est sortie le 25 mai 2013.

## Clips Vidéos
La chanson est sortie en même temps que le clip. La chanteuse et actrice Zendaya figurent dans le clip.

## Liste des pistes
- Téléchargement digital

1. "Like We Grown" - 2:50